# Adiantum jordanii
Adiantum jordanii är en kantbräkenväxtart som beskrevs av K. Müll. Adiantum jordanii ingår i släktet Adiantum och familjen Pteridaceae. Inga underarter finns listade.

## Bildgalleri

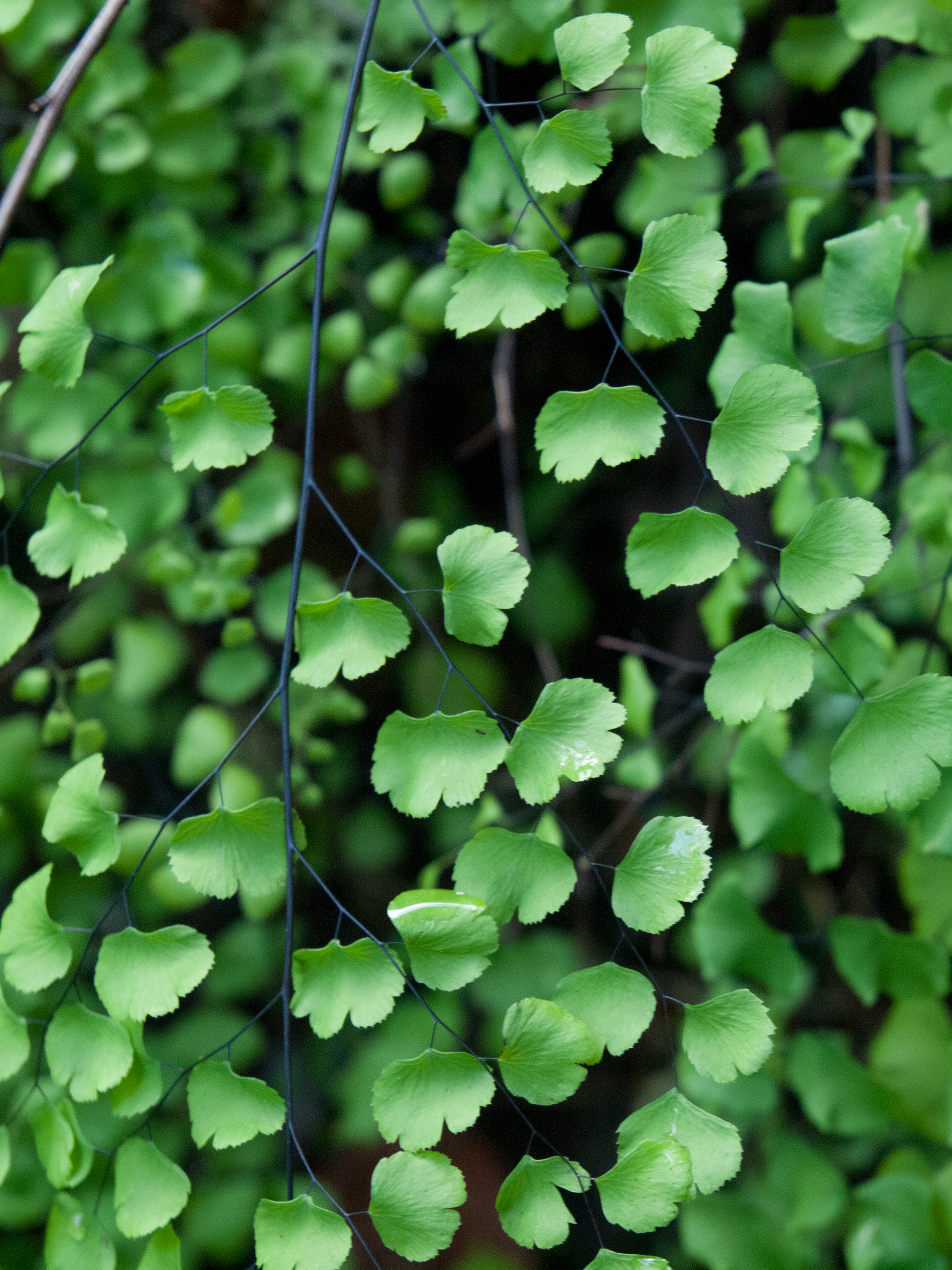